# Meulaboh
Meulaboh è una città dell'Indonesia, situata nella provincia di Aceh.
La città è stata tra le più colpite dal terremoto e maremoto dell'Oceano Indiano del 2004.